# STACEE
STACEE (англ. Solar Tower Atmospheric Cherenkov Effect Experiment, Атмосферний експеримент з ефектом Черенкова на сонячній вежі) — детектор гамма-променів, розташований поблизу Альбукерке в штаті Нью-Мексико, США. Спостереження за допомогою STACEE почалися в жовтні 2001 року й тривали до червня 2007 року. Гамма-промені спостерігалися від таких об'єктів, як Крабоподібна туманність і блазар Маркарян 421.

## Конструкція
STACEE використовував геліостати та місце на приймальній вежі NSTTF (англ. National Solar Thermal Test Facility, Національна лабораторія з дослідження сонячної теплової енергії), якою керує Національна лабораторія Сандіа на території авіабази Кертленд. У денний час установка використовувалась для досліджень сонячної енергії. Вночі STACEE використовувала геліостати, щоб відбивати короткі спалахи черенковського випромінювання, викликані гамма-променями, що потрапляють у верхні шари атмосфери, на фотодетектори, встановлені у вежі.

## Учасники проєкту
Детектор працював в співпраці між кількома університетами, включаючи Університет Макгілла, Університет Кейс-Вестерн-Резерв, Університет Каліфорнії в Лос-Анджелесі, Університет Каліфорнії в Санта-Крусі, Колумбійський університет і Альбертський університет.